# Presidente dell'Assemblea nazionale (Francia)
In Francia, il presidente dell'Assemblea nazionale presiede i dibattiti e organizza i lavori dell'Assemblea nazionale, la camera bassa del Parlamento francese.
È la quarta carica più alta in ordine di precedenza durante le cerimonie ufficiali, dopo il presidente della Repubblica, il primo ministro e il presidente del Senato.

## Funzioni
Durante la procedura legislativa, il presidente dell'Assemblea nazionale apre e chiude la sessione, dirige i dibattiti e fa rispettare il regolamento interno. Può essere sostituito in queste funzioni da uno dei vicepresidenti. Dalla riforma costituzionale del 2008, può sottoporre un disegno di legge al parere del Consiglio di Stato o richiedere, congiuntamente al Presidente del Senato, la convocazione di una commissione mista, nel caso di un disegno di legge. Garantisce inoltre il rispetto delle procedure per le altre attività dell'Assemblea.
Il presidente ha anche importanti prerogative costituzionali: nomina tre dei nove membri del Consiglio costituzionale e due dei sei membri esterni del Consiglio superiore della magistratura (al pari del Presidente della Repubblica e del Presidente del Senato)
Deve essere consultato dal Presidente della Repubblica prima che quest'ultimo eserciti alcuni dei suoi poteri costituzionali (come lo scioglimento della Camera o la piena titolarità dei poteri in caso di crisi). Può inoltre deferire in qualsiasi momento il controllo di costituzionalità di una legge prima della sua promulgazione al Consiglio costituzionale. Può anche decidere, con l'Ufficio di Presidenza, di riformare il regolamento e le procedure operative dell'Assemblea nazionale.
Nomina i membri di numerosi consigli e autorità amministrative, come ad esempio l'ARCOM.
Quando questi organi si riuniscono, presiede il Congresso del Parlamento e l'Alta corte di giustizia.
Il presidente dell'Assemblea nazionale è eletto all'inizio della legislatura e rimane in carica per tutta la durata della stessa.
La prima sessione è presieduta dal membro più anziano, che organizza l'elezione del presidente tra i deputati. L'elezione avviene a scrutinio segreto, dalla tribuna dell'emiciclo. Per essere eletto, un deputato deve ottenere la maggioranza assoluta dei voti espressi nei primi due turni, o la maggioranza relativa nel terzo. In caso di ulteriore parità, viene eletto il candidato più anziano.
Il presidente percepisce, oltre alle indennità spettabili a ciascun parlamentare, un'indennità speciale, il cui importo lordo mensile è di € 7.698,50.